# Celeus torquatus
El carpintero pechinegro (en Colombia y Venezuela (Celeus torquatus), también denominado carpintero fajeado (en Ecuador) o carpintero anillado (en Perú y Paraguay), es una especie de ave piciforme perteneciente al género Celeus de la familia Picidae. Se encuentra en los bosques tropicales de las tierras bajas de Bolivia, Perú, Ecuador, Colombia, Venezuela, Guyana, Surinam, Guayana Francesa y Brasil.

## Descripción
Mide entre 27 y 29 cm de longitud. El plumaje varía según la subespecie. C. t. torquatus: Cabeza color canela claro, el macho presenta faja malar roja. Manto castaño, orlado de negro; cuello anterior y pecho negros; vientre amarillento. C. t. occidentalis: tiene el manto con más pintas negras y el vientre blancuzco con rayas negras. C. t. tinnunculus: como la subespecie occidentalis, todo rayado de negro.

## Reproducción
Excava el nido en troncos y ramas de árboles secos y palmeras y pone huevos blancos y brillantes en el fondo.